# (2747) Český Krumlov
(2747) Český Krumlov – planetoida z grupy pasa głównego asteroid okrążająca Słońce w ciągu 5,47 lat w średniej odległości 3,1 j.a. Została odkryta 19 lutego 1980 roku w Klet Observatory w pobliżu Czeskich Budziejowic przez Antonína Mrkosa. Nazwa planetoidy pochodzi od miasta Český Krumlov w Czechach. Przed nadaniem nazwy planetoida nosiła oznaczenie tymczasowe (2747) 1980 DW.